# Нымах
Нымах (хак. «сказка» или «чазаг нымах» — «пешая сказка») — один из основных жанров устного народного творчества у хакасов.
Представлен преимущественно прозаическими художественными произведениями волшебного, авантюрного или бытового характера с установкой на вымысел. В сказке всегда имеется фантастика. Она содержит в себе поучение и дидактику, рассказываются в воспитательных и развлекательных целях. Нравственная идея в нымахе утверждается не прямо, а раскрывается посредством волшебного вымысла, хитрой и умной выдумки. В хакасском фольклоре по своей тематике можно выделить три основных вида сказки: волшебная (напр., о горном хозяине (таг ээзі), водяном (суг ээзі), домовом (иб ээзі), духе огня (от ээзі), чельбигене (мифологическом чудовище, обитающем, по представлениям предков хакасов, под землей); бытовая сказка (антибайская, антишаманская); сказки о животных.